# Elacholoma
Elacholoma – rodzaj roślin z rodziny Phrymaceae. Należą do niego dwa gatunki. Zasięg rodzaju obejmuje Australię.

## Morfologia
PokrójDrobne rośliny jednoroczne o prosto wzniesionym, nagim pędzie.
LiścieŁodygowe, naprzeciwległe, równowąskie.
KwiatySiedzące lub krótkoszypułkowe. Kielich zrosłodziałkowy, rozdęty, z 5 żebrami i 5 działkami rozciętymi do 1/3 długości. Korona kwiatu zrosłopłatkowa, w dole w postaci cienkiej i długiej rurki, w górze lejkowato rozszerzona, niemal nie rozdzielona na łatki. Pręciki są dwa, wystają poza rurkę korony. Zalążnia górna, jajowata lub kulistawa. Znamię dwudzielne.
OwoceTorebki zawierające wiele nasion. Łupina nasienna delikatnie siateczkowata.

## Systematyka
Wykaz gatunków
- Elacholoma hornii F.Muell. & Tate
- Elacholoma prostrata (Benth.) W.R.Barker & Beardsley